# Вилсон Џони
Вилсон Џони (Сплит, 24. септембар 1950) бивши је југословенски и хрватски фудбалер, који је играо на позицији бека.
Џони је рођен у Сплиту. Породица му је пореклом из Призрена, Србија. Има албанске корене.

## Клупска каријера
Вилсоново главно фудбалско оружје је била брзина. Најдуже се задржао у редовима сплитског Хајдука. Упркос десет успешних сезона у „бјелом” дресу, где осваја три наслова првака и пет узастопних купова, најбоља му је сезона била у главном Хајдуковом ривалу, Динаму, у који прелази због неслагања са управом Хајдука. У Загребу се задржава годину дана када прелази у Шалке 04.
После епизоде у Шалкеу паузира једну сезону. Касније потписује за Батеншајд, где постаје један од бољих играча, накупивши 130 наступа.

## Репрезентативна каријера
У дресу Југославије дебитује 28. септембра 1974. против Италије (1:0). Свеукупно је одиграо четири утакмице за „Плаве”.
Био је проглашен за најбољег југословенског играча године 1978.

## Након фудбала
Радио је као скаут за хрватски Хајдук до своје пензије 2015. године.